# Sukabumi
Sukabumi ist eine autonome Stadt in der Provinz Jawa Barat (Westjava) im Regierungsbezirk Sukabumi in Indonesien mit etwa 350.000 Einwohnern (Stand Ende 2021).

## Lage
Sie liegt 115 km südlich von Jakarta in einer Höhe von etwa 600 Metern an den südlichen Ausläufern des Vulkans Gede. Nach Bandung im Osten sind es 80 km und zum Ozean im Westen etwa 65 km. Die Stadt ist komplett umgeben vom Regierungsbezirk gleichen Namens, in dessen nordöstlicher Region sie liegt. Hinsichtlich Fläche und Bevölkerung belegt sie beide Mal Platz 7 in der Statistik der neun westjavanischen autonomen Städte (Kota).

### Verwaltungsgliederung
Die verwaltungstechnisch einer Provinz gleichgestellte Stadt wird administrativ in sieben Distrikte (Kecamatan) unterteilt. Eine weitere Unterteilung erfolgt in 33 Kelurahan (Dörfer urbanen Charakters) mit 380 Rukun Warga (RW, Weiler) und 1.700 Rukun Tetangga (RT, Nachbarschaften).
| Code 1   | Kecamatan Distrikt | Ibu Kota Verwaltungssitz | Fläche (km²) | Einwohner Census 2010 2 | Volkszählung 2020 | Volkszählung 2020 | Volkszählung 2020 | Anzahl der Kelurahan 6 |
| Code 1   | Kecamatan Distrikt | Ibu Kota Verwaltungssitz | Fläche (km²) | Einwohner Census 2010 2 | Einwohner 3       | 0Dichte 40        | Sex Ratio 5       | Anzahl der Kelurahan 6 |
| -------- | ------------------ | ------------------------ | ------------ | ----------------------- | ----------------- | ----------------- | ----------------- | ---------------------- |
| 32.72.01 | Gunungpuyuh        | Karamat                  | 5,15         | 43.622                  | 48.292            | 9.377,1           | 103,0             | 4                      |
| 32.72.02 | Cikole             | Gunung Purung            | 6,22         | 56.775                  | 61.885            | 9.949,4           | 98,4              | 6                      |
| 32.72.03 | Citamiang          | Citamiang                | 4,01         | 47.580                  | 53.049            | 13.229,2          | 101,0             | 5                      |
| 32.72.04 | Warudoyong         | Warudoyong               | 7,56         | 52.730                  | 58.972            | 7.800,5           | 103,5             | 5                      |
| 32.72.05 | Baros              | Baros                    | 5,58         | 29.536                  | 37.734            | 6.762,4           | 103,2             | 4                      |
| 32.72.06 | Lembursitu         | Lembursitu               | 10,69        | 33.719                  | 41.432            | 3.875,8           | 99,1              | 5                      |
| 32.72.07 | Cibeureum          | Limusnunggal             | 9,12         | 34.719                  | 44.961            | 4.929,9           | 102,5             | 4                      |
| 32.72    | Kota Sukabumi      | Cikole                   | 48,33        | 298.681                 | 346.325           | 7.165,8           | 101,4             | 33                     |

## Geschichte
Die sogenannte Sukabumi Inschrift aus dem Jahre 804 ist das früheste Zeugnis der alten javanischen Schrift und Sprache. Alle Inschriften zuvor waren in Sanskrit verfasst. Der Name des Ortes kommt aus dem Sanskrit und bedeutet Glückliche Erde; sukha bedeutet „Glück, Glückseligkeit“ und bhumi meint „Erde“. Mehrere kleine Dörfer dieser Gegend waren zu Beginn des 18. Jahrhunderts Betreiber von Kaffeeplantagen für die Niederländische Ostindien-Kompanie. Andries de Wilde, ein niederländischer Arzt und Kaffee- und Teeanbauer erwarb das Land 1815. Die Niederländer bauten dann im beginnenden 20. Jahrhundert die Infrastruktur wie Bahnhof, Kraftwerk, Moschee und Kirche.

## Demographie
Zur Volkszählung im September 2020 lebten in Kota Sukabumi 346.325 Menschen, davon 171.940 Frauen (49,65 %) und 174.385 Männer (50,35 %). Gegenüber dem letzten Census (2010) stieg der Frauenanteil um 0,57 Prozent. 68,77 % (238.141) gehörten 2020 zur erwerbsfähigen Bevölkerung; 25,13 % waren Kinder und 6,11 % im Rentenalter (ab 65 Jahren).
Ende 2021 bekannten sich 96,28 Prozent der Einwohner zum Islam, Christen waren 2,98 % (7.351 ev.-luth. / 3.194 röm.-kath.), 0,72 % waren Buddhisten.
| Datum      | Fläche (km²) | Einwohner  | Einwohner    | Einwohner    | Bevölke- rungsdichte (Einw. je km²) | Sex Ratio (Männer pro 100 Frauen) |
| Datum      | Fläche (km²) | 00gesamt00 | 00männlich00 | 00weiblich00 | Bevölke- rungsdichte (Einw. je km²) | Sex Ratio (Männer pro 100 Frauen) |
| ---------- | ------------ | ---------- | ------------ | ------------ | ----------------------------------- | --------------------------------- |
| 31.12.2020 | 48,00        | 175.877    | 174.460      | 350.337      | 7.29900                             | 100,81                            |
| 30.06.2021 | 48,25        | 175.044    | 173.087      | 348.131      | 7.325,49                            | 101,13                            |
| 31.12.2021 | 48,31        | 177.449    | 176.182      | 353.631      | 7.320,04                            | 100,72                            |

| Jahr      | 2013    | 2014    | 2015    | 2016    | 2017    | 2018    | 2019    | 2020    | 2021    |
| --------- | ------- | ------- | ------- | ------- | ------- | ------- | ------- | ------- | ------- |
| Einwohner | 319.572 | 321.154 | 321.716 | 333.033 | 335.866 | 344.797 | 348.945 | 351.459 | 353.631 |
| Dichte    | 6.543   | 6.656   | 6.668   | 6.902   | 6.961   | 7.146   | 7.232   | 7.284   | 7.329   |

## Stadtansichten

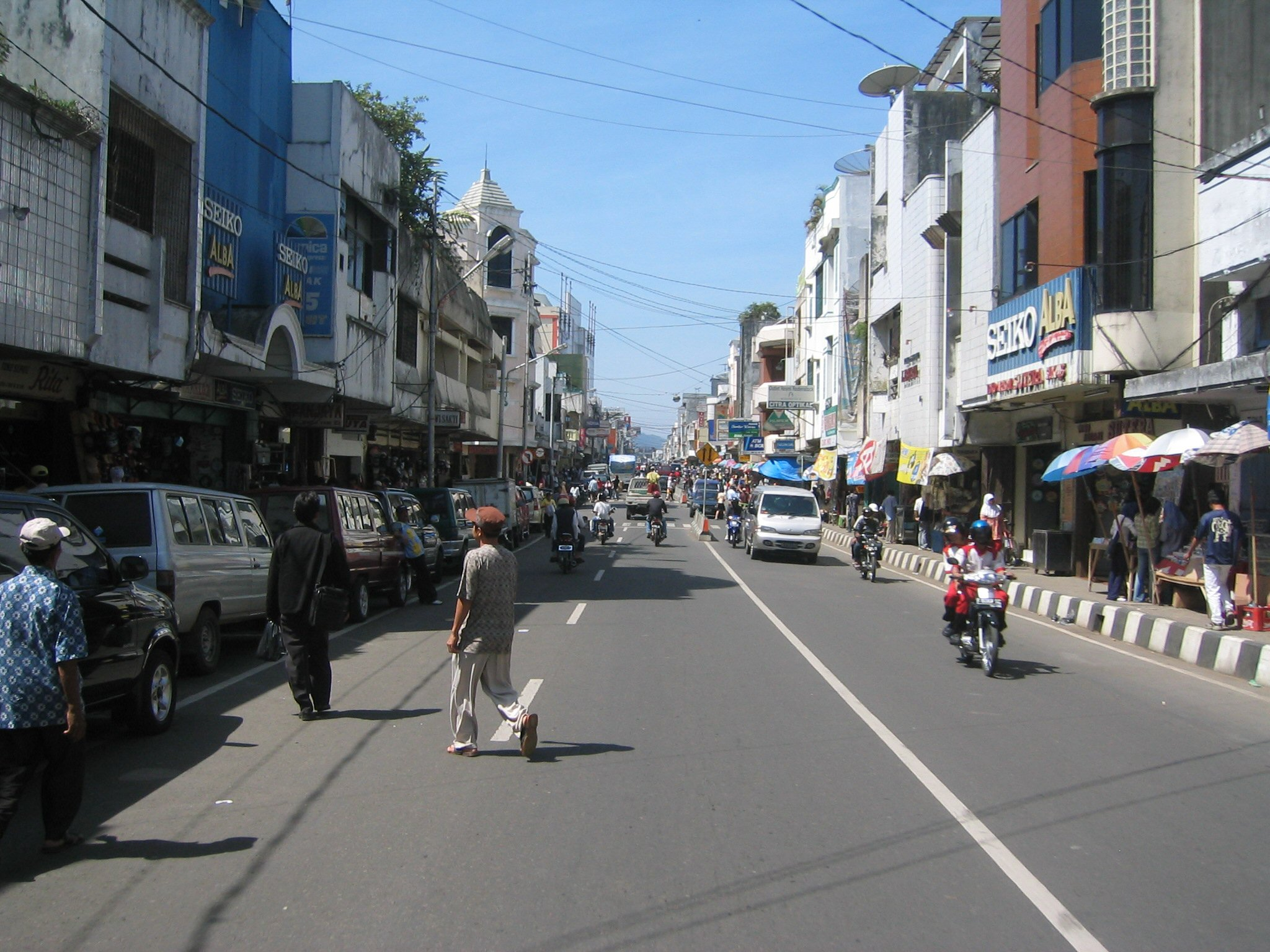
Straßenszene

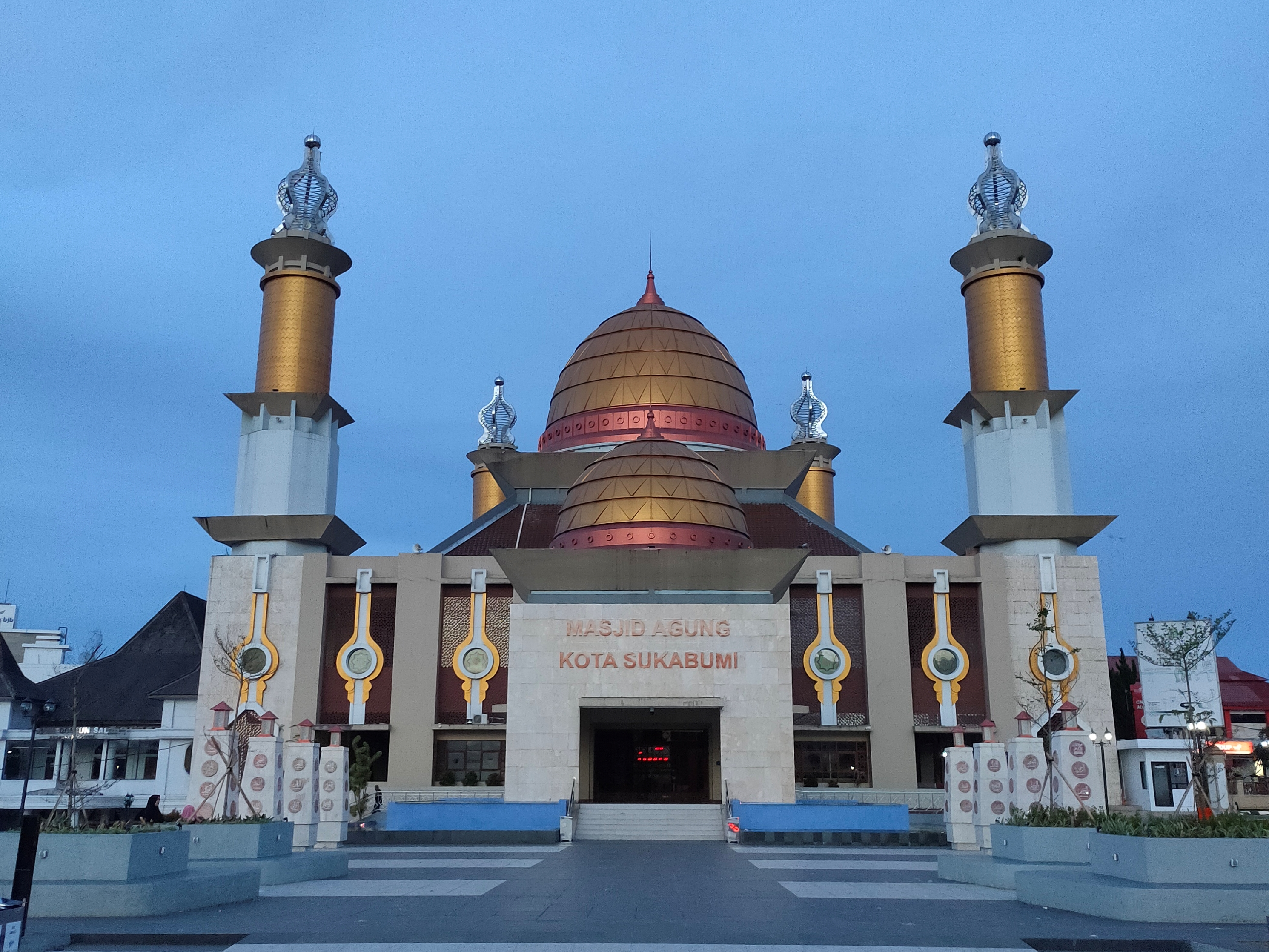
Die große Moschee (Masjid Agung)

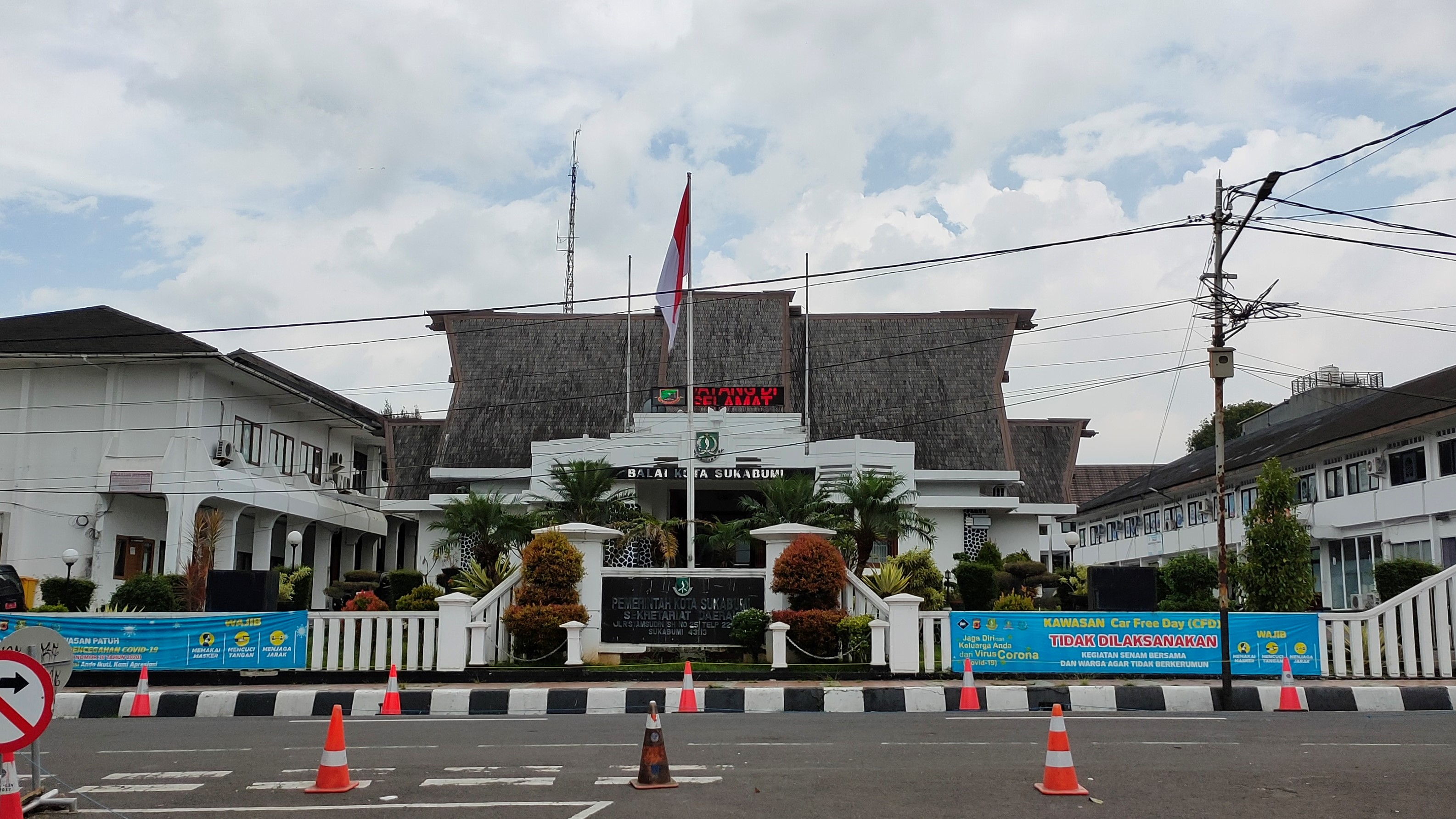
Das Rathaus

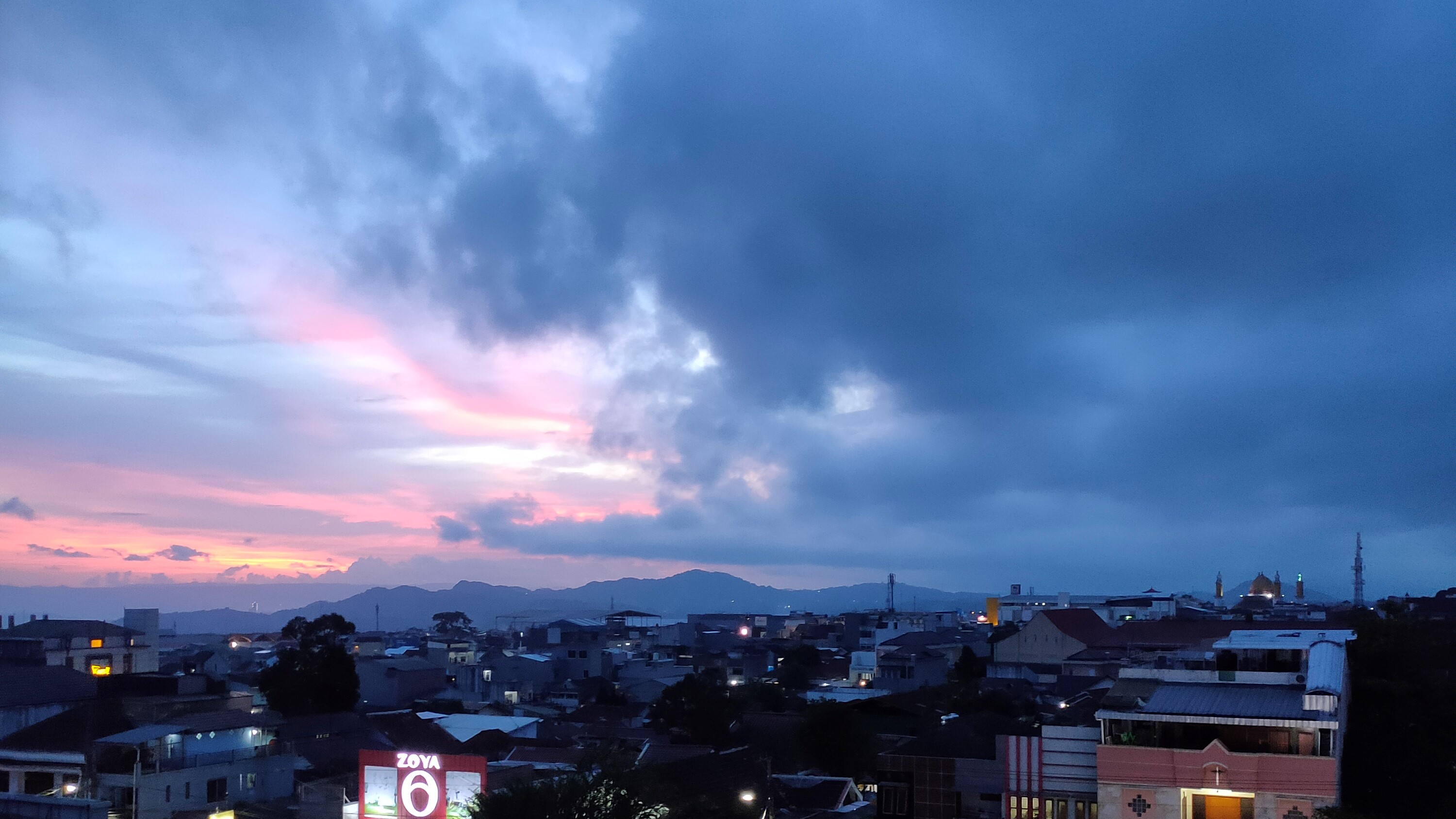
Nachtansicht

## Sehenswürdigkeiten
- Cikaso-Wasserfälle

## Söhne und Töchter der Stadt
- Miel Mundt (1880–1949), Fußballspieler
- Marie Cramer (1887–1977), Illustratorin und Schriftstellerin
- Lothar van Gogh (1888–1945), Fußballspieler
- Hendrik Brocks (1942–2023), Radrennfahrer
- Herman Suradiradja (1947–2016), Schachspieler